# Liste der Kulturdenkmäler in Vorderweidenthal
In der Liste der Kulturdenkmäler in Vorderweidenthal sind alle Kulturdenkmäler der rheinland-pfälzischen Ortsgemeinde Vorderweidenthal aufgeführt. Grundlage ist die Denkmalliste des Landes Rheinland-Pfalz (Stand: 14. August 2023).

## Denkmalzonen
| Bezeichnung                       | Lage                                      | Baujahr                            | Beschreibung | Bild                           |
| --------------------------------- | ----------------------------------------- | ---------------------------------- | --- | ------------------------------ |
| Denkmalzone Friedhof              | Lindelbrunnstraße, Waldstraße Lage        | zweite Hälfte des 19. Jahrhunderts | sieben klassizistische und gründerzeitliche Grabmäler, zweite Hälfte des 19. bis Anfang des 20. Jahrhunderts | Fotos hochladen                |
| Denkmalzone Burgruine Lindelbrunn | nördlich des Ortes oberhalb der K 10 Lage | 12. Jahrhundert                    | wohl im 12. Jahrhundert als Reichsburg gegründet, 1525 im Bauernkrieg niedergebrannt, dann verfallen; Überreste, unter anderem des Palas, im Wesentlichen aus dem zweiten Viertel des 13. Jahrhunderts; ungefähr dreieckiger Bering, in den Felsen gehauene Räume | weitere Bilder Fotos hochladen |

## Einzeldenkmäler
| Bezeichnung                 | Lage                         | Baujahr                   | Beschreibung | Bild                           |
| --------------------------- | ---------------------------- | ------------------------- | --- | ------------------------------ |
| Wohnhaus                    | Hauptstraße 22 Lage          | Ende des 18. Jahrhunderts | stattliches spätbarockes Fachwerkhaus, Krüppelwalmdach, Ende des 18. Jahrhunderts                                     | Fotos hochladen                |
| Wohnhaus                    | Hauptstraße 31 Lage          |                           | Fachwerkwohnhaus | Fotos hochladen                |
| Hofanlage                   | Hauptstraße 36 Lage          | 1800                      | Fachwerkbau, eingeschossige nachbarocke Einfirstanlage, teilweise massiv, bezeichnet 1800 (Bild)                      | weitere Bilder Fotos hochladen |
| Wohnhaus                    | Im Entenbruch 2 Lage         | 1755                      | barockes Fachwerkhaus, teilweise massiv, Krüppelwalmdach, bezeichnet 1755 (Bild) und 1797 (Bild)                      | weitere Bilder Fotos hochladen |
| Protestantische Pfarrkirche | Kirchstraße 10 Lage          | ab 1300                   | ehemals St. Gallus; Turmuntergeschosse gotisch, um 1300, 1489 verändert, Obergeschosse und neugotisches Langhaus 1865 | weitere Bilder Fotos hochladen |
| Wohnhaus                    | Lindelbrunnstraße 14/16 Lage | 1716                      | barockes Fachwerkhaus, bezeichnet 1716 (Bild)                                                                         | weitere Bilder Fotos hochladen |

## Ehemalige Kulturdenkmäler
| Bezeichnung    | Lage                                | Baujahr                            | Beschreibung | Bild |
| -------------- | ----------------------------------- | ---------------------------------- | --- | ---- |
| Kilometerstein | östlich des Ortes an der L 493 Lage | zweite Hälfte des 19. Jahrhunderts | Sandsteinkegel, zweite Hälfte des 19. Jahrhunderts; Inschrift: „13,0 nach Dahn / 10,0 nach Klingenmünster“; nicht mehr auffindbar und aus Denkmalliste gelöscht | BW   |